# Zbójna Góra
Zbójna Góra – dawniej samodzielna miejscowość, obecnie część osiedla Radość w Warszawie, w województwie mazowieckim, w dzielnicy Wawer. Leży na południowo-wschodnich rubieżach miasta, w okolicach ulic Artystycznej i Powiatowej. W granicach Zbójnej Góry znajdują się Staw Rajcy i Staw Wenecja. Od północy graniczy z kompleksem leśnym. Znajduje się tu pętla autobusowa Zbójna Góra.
W latach 1867–1924 letnisko w gminie Zagóźdź w powiecie warszawskim. W 1921 roku Zbójna Góra z Radością liczyła 294 stałych mieszkańców.
1 stycznia 1925 Zbójna Góra weszła w skład nowo utworzonej gminy Falenica Letnisko w tymże powiecie.
20 października 1933 utworzono gromadę Zbójna Góra w granicach gminy Falenica Letnisko, składającą się z kolonii Daków i kolonii Zbójna Góra.
Podczas II wojny światowej w Generalnym Gubernatorstwie, w dystrykcie warszawskim. W 1943 gromada Zbójna Góra (w gminie Falenica) liczyła 820 mieszkańców.
15 maja 1951 zamieszkaną część gromady Zbójna Góra (wieś) włączono do Warszawy. Natomiast leśna część na północny wschód od wsi pozostała w gminie Falenica Letnisko, którą równocześnie przemianowano na Józefów. Część tę włączono do gminy Sulejówek, gdzie została zespojona z gromadą Stara Miłosna.
1 lipca 1952, w związku z likwidacją powiatu warszawskiego, gromadę Miłosna Stara wyłączono z gminy Sulejówek i włączono do nowo utworzonej gminy Wesoła w nowo utworzonym powiecie miejsko-uzdrowiskowym Otwock, gdzie gmina ta została przekształcona w jedną z jego ośmiu jednostek składowych – dzielnicę Wesoła. Dzielnica Wesoła przetrwała do końca 1957 roku, czyli do chwili zniesienia powiatu miejsko-uzdrowiskowego Otwock i przekształcenia go w powiat otwocki. 1 stycznia 1958 dzielnicy Wesoła nadano status osiedla, przez co Stara Miłosna stała się integralną częścią Wesołej, a w związku z nadaniem Wesołej praw miejskich 1 stycznia 1969 – częścią miasta. 1 czerwca 1975 Wesoła weszła w skład stołecznego województwa warszawskiego.
W związku z kolejną reformą administracyjną, Wesoła weszła w skład Powiatu mińskiego w województwie mazowieckim. 1 stycznia 2002 Wesołą wyłączono z powiatu mińskiego i przyłączono do powiatu warszawskiego. W związku ze zniesieniem powiatu warszawskiego 27 października 2002 miasto Wesoła, wraz ze Stara Miłosną (i lasami zbójnogórskimi), włączono do Warszawy. Tak więc dopiero w 2002 roku, po ponad 50 latach cały obszar Zbójnej Góry znalazł się ponownie w granicach wspólnej administracji.